# 小倉嘉明
小倉 嘉明（おぐら よしあき、1878年（明治11年9月2日） - 1949年（昭和24年）11月23日）は、日露戦争から戦間期にかけて活躍した大日本帝国海軍軍人。海兵27期、海大甲種7期。
水雷畑を歩み、海軍大学校教官、海軍水雷学校教頭など教育に携わり、軍令部参謀、海軍艦政本部部長、横須賀海軍工廠長などを歴任した。最終階級は海軍中将。1905年（明治38年）の日本海海戦では第二艦隊浅間分隊長。

## 略歴
神奈川県出身。静岡県尋常中学校を経て、1896年（明治29年）、海軍兵学校（27期）入校、1899年（明治32年）12月16日卒業。同日、海軍少尉候補生、比叡乗組。1900年（明治33年）、千代田乗組。
1901年（明治34年）、海軍少尉、横須賀水雷団1水雷艇隊附。1902年（明治35年）朝日乗組。1902年（明治35年）、海軍中尉。1903年（明治36年）、浅間乗組。1904年（明治37年）、海軍大尉。1905年（明治38年）、舞鶴海兵団分隊長。1906年（明治39年）2月、海軍省出仕。6月、音羽分隊長、8月、姉川分隊長、11月、龍田水雷長／分隊長。1907年（明治40年）、海軍水雷学校教官／分隊長。
1908年（明治41年）、海軍大学校甲種学生。1909年（明治42年）、海軍少佐。12月、香取水雷長／分隊長。1910年（明治43年）、浅間水雷長／分隊長。1911年（明治44年）、海軍教育本部員。1913年（大正2年）、呉水雷隊参謀。1914年（大正3年）、海軍大学校教官。8月、海軍大学校教官／軍令部出仕。12月、海軍中佐。1917年（大正6年）、軍務局局員。1918年（大正7年）、海軍大佐、矢矧艦長。1919年（大正8年）、周防艦長。12月、海軍水雷学校教頭。1922年（大正11年）、軍令部参謀／国連空軍代表随員。1923年（大正12年）、帰朝。6月、海軍艦政本部第二部長。
1923年12月、海軍少将。1926年（大正15年）、広工廠長。1927年（昭和2年）、横須賀工廠長。12月、海軍中将、軍令部出仕。同月、待命、予備役。1940年（昭和15年）、後備役。1941年（昭和16年）、予備役。1945年（昭和20年）、退役。
海軍兵学校（27期）同期に末次信正、中村良三ら。海軍大学校（甲種7期）同期に末次信正、四竈孝輔、犬塚太郎ら。

## 家族
- 父：小倉嘉尚[3]
- 妻：幾重（鈴木重道 (軍医総監)長女）
- 長男：小倉嘉行[3]